# Nomada okamotonis
Nomada okamotonis är en biart som beskrevs av Matsumura 1912. Nomada okamotonis ingår i släktet gökbin, och familjen långtungebin. Inga underarter finns listade i Catalogue of Life.